# Fran Pérez Caso
Francisco Pérez Caso (Santander, Cantabria, 3 de enero de 1986), conocido deportivamente como Fran Pérez, es un futbolista español que milita en el UCAM Murcia Club de Fútbol, de la Segunda División de España. Destacado por su juego aéreo, normalmente se desempeña en la demarcación de defensa central. 

## Carrera
Tras iniciar su carrera en la Unión Montañesa Escobedo de Tercera División, el debut de Fran Pérez en una categoría profesional tiene lugar en 2007, defendiendo los colores de la hoy extinta Sociedad Deportiva Lemona, entonces en Segunda División B; permanece dos campañas en el equipo cementero, en las que interviene en 33 encuentros.
En junio de 2009 ficha por el Barakaldo CF. Esa temporada disputa 22 partidos en los que anota 5 goles, su mejor marca realizadora. Al término de la 2010/11, tras la pérdida de categoría del equipo vizcaíno, Pérez ficha por el CD Lugo. Esa temporada, el cuadro lucense termina ascendiendo a Segunda División A.
La trayectoria de Pérez en su primera temporada en la división de plata del fútbol español estuvo lastrada por lesiones musculares.

## Clubes
| Club                      | País   | Categoría          | Año       | Parts. | Goles |
| ------------------------- | ------ | ------------------ | --------- | ------ | ----- |
| Sociedad Deportiva Lemona | España | Segunda División B | 2007-2008 | 14     | 0     |
| Sociedad Deportiva Lemona | España | Segunda División B | 2008-2009 | 19     | 1     |
| Barakaldo Club de Fútbol  | España | Segunda División B | 2009-2010 | 22     | 5     |
| Barakaldo Club de Fútbol  | España | Segunda División B | 2010-2011 | 28     | 1     |
| Club Deportivo Lugo       | España | Segunda División B | 2011-2012 | 14     | 1     |
| Club Deportivo Lugo       | España | Segunda División   | 2012-2013 | 10     | 0     |
| Cádiz CF                  | España | Segunda División B | 2013-2014 | 28     | 0     |
| UCAM Murcia CF            | España | Segunda División B | 2014-2015 | 27     | 3     |
| UCAM Murcia CF            | España | Segunda División B | 2015-2016 | 29     | 1     |
| UCAM Murcia CF            | España | Segunda División   | 2016-2017 | 24     | 1     |
| UCAM Murcia CF            | España | Segunda B          | 2017-2018 | S/D    | S/D   |

## Palmarés

### Títulos nacionales
| Título                       | Club           | País   | Año  |
| ---------------------------- | -------------- | ------ | ---- |
| Segunda División B de España | UCAM Murcia CF | España | 2016 |